# 4064 Marjorie
4064 Marjorie је астероид главног астероидног појаса са средњом удаљеношћу од Сунца која износи 2,465 астрономских јединица (АЈ).
Апсолутна магнитуда астероида је 13,4.